# Welsh Football League
La Welsh Football League (conosciuta anche come MacWhirter Welsh Football League per ragioni di sponsor), è una lega calcistica per club gallese.

La prima divisione della lega si trova al secondo livello del sistema calcistico del Galles, immediatamente sotto alla Welsh Premier League. La lega consta di 3 divisioni:
- Welsh Football League Division One - Livello 2
- Welsh Football League Division Two - Livello 3
- Welsh Football League Division Three - Livello 4

Nonostante il nome faccia pensare ad una lega nazionale, la Welsh Football League gestisce solo i campionati del Sud del Galles (il campionato di seconda divisione del nord e centro è la Cymru Alliance).

Le squadre vincitrici della Division One non vengono automaticamente promosse al livello superiore, la promozione avviene solamente se le società sono in regola con i parametri stabiliti dalla federazione per la partecipazione alla Welsh Premier League, in particolar modo quelli relativi alle condizioni degli stadi.

Allo stesso modo, le squadre che si piazzano negli ultimi tre posti nella Division Three non retrocedono automaticamente nelle rispettive divisioni regionali; è infatti necessario che le squadre che vogliono essere ammesse in quanto vincitrici dei tornei regionali rispettino i parametri stabiliti dalla lega.

La Welsh Football League, fondata nel 1904, ha anche una sua coppa, la Welsh Football League Cup.

## Albo d'oro
- 1904-1912 - Sconosciuto
- 1913 - Swansea Town Reserves
- 1914 - Llanelli
- 1915 - Barry Town
- 1920 - Mid Rhondda
- 1921 - Aberdare
- 1922 - Porth
- 1923 - Cardiff City Reserves
- 1924 - Pontypridd
- 1925 - Swansea Town Reserves
- 1926 - Swansea Town Reserves
- 1927 - Barry Town Reserves
- 1928 - Newport County Reserves
- 1929 - Cardiff City Reserves
- 1930 - Llanelli
- 1931 - Merthyr Town Reserves
- 1932 - Lovell's Athletic
- 1933 - Llanelli
- 1934 - Swansea Town Reserves
- 1935 - Swansea Town Reserves
- 1936 - Swansea Town Reserves
- 1937 - Newport County Reserves
- 1938 - Lovell's Athletic
- 1939 - Lovell's Athletic
- 1946 - Lovell's Athletic
- 1947 - Lovell's Athletic
- 1948 - Lovell's Athletic
- 1949 - Merthyr Town Reserves
- 1950 - Merthyr Tydfil Reserves
- 1951 - Swansea Town Reserves
- 1952 - Merthyr Tydfil Reserves
- 1953 - Ebbw Vale & Cwm
- 1954 - Pembroke Borough
- 1955 - Newport County Reserves
- 1956 - Pembroke Borough
- 1957 - Haverfordwest County
- 1958 - Ton Pentre
- 1959 - Abergavenny Thursdays
- 1960 - Abergavenny Thursdays
- 1961 - Ton Pentre
- 1962 - Swansea Town Reserves
- 1963 - Swansea Town Reserves
- 1964 - Swansea Town Reserves
- 1965 - Swansea Town Reserves
- 1966 - Lovell's Athletic
- 1967 - Cardiff City Reserves
- 1968 - Cardiff City Reserves
- 1969 - Bridgend Town
- 1970 - Cardiff City Reserves
- 1971 - Llanelli
- 1972 - Cardiff City Reserves
- 1973 - Bridgend Town
- 1974 - Ton Pentre
- 1975 - Newport County Reserves
- 1976 - Swansea City Reserves
- 1977 - Llanelli
- 1978 - Llanelli
- 1979 - Pontllanfraith
- 1980 - Newport County Reserves
- 1981 - Haverfordwest County
- 1982 - Ton Pentre
- 1983 - Barry Town
- 1984 - Barry Town
- 1985 - Barry Town
- 1986 - Barry Town
- 1987 - Barry Town
- 1988 - Ebbw Vale
- 1989 - Barry Town
- 1990 - Haverfordwest County
- 1991 - Abergavenny Thursdays
- 1992 - Abergavenny Thursdays
- 1993 - Ton Pentre
- 1994 - Barry Town
- 1995 - Briton Ferry Athletic
- 1996 - Carmarthen Town
- 1997 - Haverfordwest County
- 1998 - Ton Pentre
- 1999 - Ton Pentre
- 2000 - Ton Pentre
- 2001 - Ton Pentre
- 2002 - Ton Pentre
- 2003 - Bettws
- 2004 - Llanelli
- 2005 - Ton Pentre
- 2006 - Goytre United
- 2007 - Neath
- 2008 - Goytre United
- 2009 - Aberaman Athletic
- 2010 - Goytre United
- 2011 - Bryntirion Athletic

| Vittorie | Club |
| -------- | --- |
| 12       | Swansea City/Town Reserves |
| 11       | Ton Pentre |
| 8        | Barry Town |
| 7        | Llanelli, Lovell's Athletic |
| 6        | Cardiff City Reserves |
| 5        | Newport County Reserves |
| 4        | Abergavenny Thursdays, Haverfordwest County |
| 3        | Goytre United |
| 2        | Bridgend Town, Merthyr Town Reserves, Merthyr Tydfil Reserves, Pembroke Borough |
| 1        | Aberaman Athletic, Aberdare, Barry Reserves, Bettws, Bryntirion Athletic, Briton Ferry, Carmarthen Town, Ebbw Vale, Ebbw Vale & Cwm, Mid Rhondda, Neath Athletic, Pontllanfraith, Pontypridd, Porth. |